# Spaanse verovering van Tripoli
De Spaanse verovering van Tripoli was een maritieme campagne onder leiding van Pedro Navarro, die de stad Tripoli in de Maghreb veroverde in de naam van de Kroon van Aragón in 1510.

## Geschiedenis
Pedro Navarro was commandant in dienst van koning Ferdinand II van Aragon, en plannen om Tripoli te veroveren begon nadat de sultan van de Zianiden ermee instemde een eerbetoon te brengen aan Aragón op 5 juni 1510. De invasiekracht bestond uit ongeveer 15.000 man, waaronder 3000 soldaten uit Sicilië. Pedro Navarro's vloot vaarde uit Sicilië en landde in Malta, waar hij werd vergezeld door vijf galeien en enkele Maltese gidsen en een loodsman. De vloot vertrok op 20 juli Malta en arriveerde vier dagen later voor de kust van Tripoli.
Op de ochtend van 25 juli 1510, viel de invasiekracht de stad en het kasteel aan. Ongeveer 6.000 mariniers kwamen uit Spaanse schepen, van wie de helft werkzaam was in het beleg van de stad, terwijl de anderen in het kamp verbleven om een Ottomaanse aanval uit het achterland te voorkomen. Met het effectieve gebruik van marineartillerie veroverden de Spanjaarden snel de Maghrebijnse stad. Tripoli gaf zich over na ongeveer drie uur zware gevechten in de straten van de stad.
De Spaanse verovering verwoeste Tripoli. Voorafgaand aan de aanval werd de stad bewoond door ongeveer 15.000 tot 20.000 mensen. Tussen 3000 en 5000 werden gedood tijdens de aanval, terwijl 5000 tot 6000 anderen tot slaaf werden gemaakt. Een aanzienlijk aantal joden die tot slaaf werden gemaakt, werden naar Sicilië gestuurd, waar sommigen zich bekeerden tot het christendom. Sommige inwoners van de stad slaagden erin te ontsnappen naar de nabijgelegen nederzettingen van Janzur en Tajura. Spaanse slachtoffers waren laag, met ongeveer 300 mannen verloren hun leven. Ongeveer 170 christenen die slaven waren geweest in Tripoli (van wie de meesten uit Sicilië of Malta waren) werden na de aanval vrijgelaten.
Tripoli bleef onder de Spaanse heerschappij tot 1530, toen het aan de Orde van Sint-Jan werd verleend. De laatste regeerde de stad totdat ze in 1551 door de Ottomaanse kapitein Turgut Reis werden verdreven.